# Grande Prêmio de Luxemburgo de 1997
Resultados do Grande Prêmio de Luxemburgo de Fórmula 1 realizado em Nürburgring, em 28 de setembro de 1997. Décima quinta etapa do campeonato, teve como vencedor o canadense Jacques Villeneuve, da Williams-Renault, com Jean Alesi em segundo pela Benetton-Renault e Heinz-Harald Frentzen em terceiro também pela Williams-Renault.

## Resumo
- Última vitória da Renault como fornecedora de motores até Fernando Alonso no Grande Prêmio da Hungria de 2003 quando guiou um carro da própria escuderia e a última com a Williams até Pastor Maldonado no Grande Prêmio da Espanha de 2012.[nota 2]

- Esta foi a última vitória canadense na categoria, marca vigente ainda em 2023.

## Classificação

### Treino oficial
| Pos.                      | Nº | Piloto                | Construtor        | Tempo    | Diferença |
| ------------------------- | -- | --------------------- | ----------------- | -------- | --------- |
| 1                         | 9  | Mika Häkkinen         | McLaren-Mercedes  | 1:16.602 |           |
| 2                         | 3  | Jacques Villeneuve    | Williams-Renault  | 1:16.691 | + 0.089   |
| 3                         | 4  | Heinz-Harald Frentzen | Williams-Renault  | 1:16.741 | + 0.139   |
| 4                         | 12 | Giancarlo Fisichella  | Jordan-Peugeot    | 1:17.289 | + 0.687   |
| 5                         | 5  | Michael Schumacher    | Ferrari           | 1:17.385 | + 0.783   |
| 6                         | 10 | David Coulthard       | McLaren-Mercedes  | 1:17.387 | + 0.785   |
| 7                         | 8  | Gerhard Berger        | Benetton-Renault  | 1:17.587 | + 0.985   |
| 8                         | 11 | Ralf Schumacher       | Jordan-Peugeot    | 1:17.595 | + 0.993   |
| 9                         | 22 | Rubens Barrichello    | Stewart-Ford      | 1:17.614 | + 1.012   |
| 10                        | 7  | Jean Alesi            | Benetton-Renault  | 1:17.620 | + 1.018   |
| 11                        | 14 | Olivier Panis         | Prost-Mugen/Honda | 1:17.650 | + 1.048   |
| 12                        | 23 | Jan Magnussen         | Stewart-Ford      | 1:17.722 | + 1.120   |
| 13                        | 1  | Damon Hill            | Arrows-Yamaha     | 1:17.795 | + 1.193   |
| 14                        | 6  | Eddie Irvine          | Ferrari           | 1:17.855 | + 1.253   |
| 15                        | 2  | Pedro Paulo Diniz     | Arrows-Yamaha     | 1:18.128 | + 1.526   |
| 16                        | 16 | Johnny Herbert        | Sauber-Petronas   | 1:18.303 | + 1.701   |
| 17                        | 15 | Shinji Nakano         | Prost-Mugen/Honda | 1:18.699 | + 2.097   |
| 18                        | 21 | Tarso Marques         | Minardi-Hart      | 1:19.347 | + 2.745   |
| 19                        | 17 | Gianni Morbidelli     | Sauber-Petronas   | 1:19.490 | + 2.888   |
| 20                        | 19 | Mika Salo             | Tyrrell-Ford      | 1:19.526 | + 2.924   |
| 21                        | 18 | Jos Verstappen        | Tyrrell-Ford      | 1:19.531 | + 2.929   |
| 22                        | 20 | Ukyo Katayama         | Minardi-Hart      | 1:20.615 | + 4.013   |
| Limite dos 107%: 1:21.964 |    |                       |                   |          |           |
| Fonte:                    |    |                       |                   |          |           |

### Corrida
| Pos.   | Nº | Piloto                | Construtor        | Voltas | Tempo/Diferença | Grid | Pontos |
| ------ | -- | --------------------- | ----------------- | ------ | --------------- | ---- | ------ |
| 1      | 3  | Jacques Villeneuve    | Williams-Renault  | 67     | 1:31:27.843     | 2    | 10     |
| 2      | 7  | Jean Alesi            | Benetton-Renault  | 67     | + 11.770        | 10   | 6      |
| 3      | 4  | Heinz-Harald Frentzen | Williams-Renault  | 67     | + 13.480        | 3    | 4      |
| 4      | 8  | Gerhard Berger        | Benetton-Renault  | 67     | + 16.416        | 7    | 3      |
| 5      | 2  | Pedro Paulo Diniz     | Arrows-Yamaha     | 67     | + 43.147        | 15   | 2      |
| 6      | 14 | Olivier Panis         | Prost-Mugen/Honda | 67     | + 43.750        | 11   | 1      |
| 7      | 16 | Johnny Herbert        | Sauber-Petronas   | 67     | + 44.354        | 16   |        |
| 8      | 1  | Damon Hill            | Arrows-Yamaha     | 67     | + 44.777        | 13   |        |
| 9      | 17 | Gianni Morbidelli     | Sauber-Petronas   | 66     | + 1 volta       | 19   |        |
| 10     | 19 | Mika Salo             | Tyrrell-Ford      | 66     | + 1 volta       | 20   |        |
| Ret    | 18 | Jos Verstappen        | Tyrrell-Ford      | 50     | Spun Off        | 21   |        |
| Ret    | 9  | Mika Häkkinen         | McLaren-Mercedes  | 43     | Motor           | 1    |        |
| Ret    | 22 | Rubens Barrichello    | Stewart-Ford      | 43     | Câmbio          | 9    |        |
| Ret    | 10 | David Coulthard       | McLaren-Mercedes  | 42     | Motor           | 6    |        |
| Ret    | 23 | Jan Magnussen         | Stewart-Ford      | 40     | Semieixo        | 12   |        |
| Ret    | 6  | Eddie Irvine          | Ferrari           | 22     | Motor           | 14   |        |
| Ret    | 15 | Shinji Nakano         | Prost-Mugen/Honda | 16     | Motor           | 17   |        |
| Ret    | 5  | Michael Schumacher    | Ferrari           | 2      | Colisão         | 5    |        |
| Ret    | 21 | Tarso Marques         | Minardi-Hart      | 1      | Motor           | 18   |        |
| Ret    | 20 | Ukyo Katayama         | Minardi-Hart      | 1      | Colisão         | 22   |        |
| Ret    | 12 | Giancarlo Fisichella  | Jordan-Peugeot    | 0      | Colisão         | 4    |        |
| Ret    | 11 | Ralf Schumacher       | Jordan-Peugeot    | 0      | Colisão         | 8    |        |
| Fonte: |    |                       |                   |        |                 |      |        |

## Tabela do campeonato após a corrida
| Pos.   | Piloto                | Pontos |
| ------ | --------------------- | ------ |
| 1      | Jacques Villeneuve    | 77     |
| 2      | Michael Schumacher    | 68     |
| 3      | Heinz-Harald Frentzen | 35     |
| 4      | Jean Alesi            | 34     |
| 5      | David Coulthard       | 30     |
| Fonte: |                       |        |

| Pos.   | Construtor       | Pontos |
| ------ | ---------------- | ------ |
| 1      | Williams-Renault | 112    |
| 2      | Ferrari          | 86     |
| 3      | Benetton-Renault | 62     |
| 4      | McLaren-Mercedes | 44     |
| 5      | Jordan-Peugeot   | 33     |
| Fonte: |                  |        |

- Nota: Somente as primeiras cinco posições estão listadas.